# Cingula jacksoni
Cingula jacksoni är en snäckart som beskrevs av Bartsch 1953. Cingula jacksoni ingår i släktet Cingula och familjen Rissoidae. Inga underarter finns listade i Catalogue of Life.